# Llerena
Llerena egy község Spanyolországban, Badajoz tartományban. Llerena Fuente de Cantos, Bienvenida, Villagarcía de la Torre, Higuera de Llerena, Casas de Reina, Trasierra és Montemolín községekkel határos. Lakosainak száma 5645 fő (2024).

## Népesség
A település népessége az utóbbi években az alábbiak szerint változott:
| Lakosok száma | 5593 | 5659 | 5836 | 5997 | 5984 | 5969 | 5877 | 5804 | 5697 | 5645 |
|               | 2001 | 2004 | 2006 | 2009 | 2011 | 2014 | 2016 | 2019 | 2021 | 2024 |